# 恩斯特二世 (士瓦本)
恩斯特二世（1013年—1030年8月17日），巴本堡王朝成員，士瓦本公爵（1015年—1030年）。恩斯特二世是恩斯特一世和士瓦本的吉塞拉的長子。
恩斯特二世在恩斯特一世於1015年逝世後成為士瓦本公爵。由於他是未成年，公國暫由攝政管理。起初他的母親吉塞拉担任攝政，后来她讓位给恩斯特二世的叔叔特里爾大主教波普 。
1024年，吉塞拉的丈夫康拉德（她於1016年结婚）被選為德意志國王，成為康拉德二世。儘管康拉德二世在與恩斯特二世的關係上很慷慨，但有爭議的問題很快使公爵和他的繼父決裂。恩斯特二世對德意志國王在士瓦本的權力感到不滿。勃艮第國王魯道夫三世無嗣，因為吉塞拉的母親是國王的妹妹格貝爾加，康拉德二世和恩斯特二世都希望成為魯道夫三世逝世後的最終繼承人。
1025年，年輕的恩斯特二世背叛康拉德二世。然而，到1026年，康拉德二世擊敗叛軍，恩斯特二世最終屈服，獲得坎普頓修道院作為封地。在1026-1027年康拉德二世的意大利征戰中，恩斯特二世加入反對派，再次背叛康拉德二世。當地士瓦本其他諸侯拒絕支持他導致叛變失敗。吉塞拉儘管支持康拉德二世反對她的兒子，但並不希望他完全被羞辱；結果恩斯特二世仍然是公爵，儘管吉塞拉可能在他被囚禁期間治理公國。
1028年，康拉德二世的兒子亨利加冕為國王，如果恩斯特二世放棄他的附庸凱堡的維爾納，他就可以得到他的公國。在1030年復活節的帝國議會上，恩斯特二世再次得到這個機會，如果他能打擊康拉德二世的敵人。恩斯特二世拒絕這樣做，特別是對他的朋友凱堡的維爾納，導致他最終倒台。幾個月後，恩斯特二世和維爾納在黑森林與馬內戈爾德伯爵的軍隊作戰時都被殺死。恩斯特二世被埋葬在康斯坦茨大教堂。士瓦本公國交給他的弟弟赫爾曼四世繼承。